# Adela

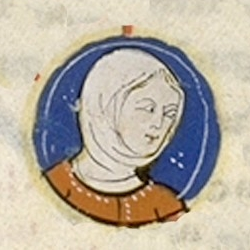
Adela av Normandie

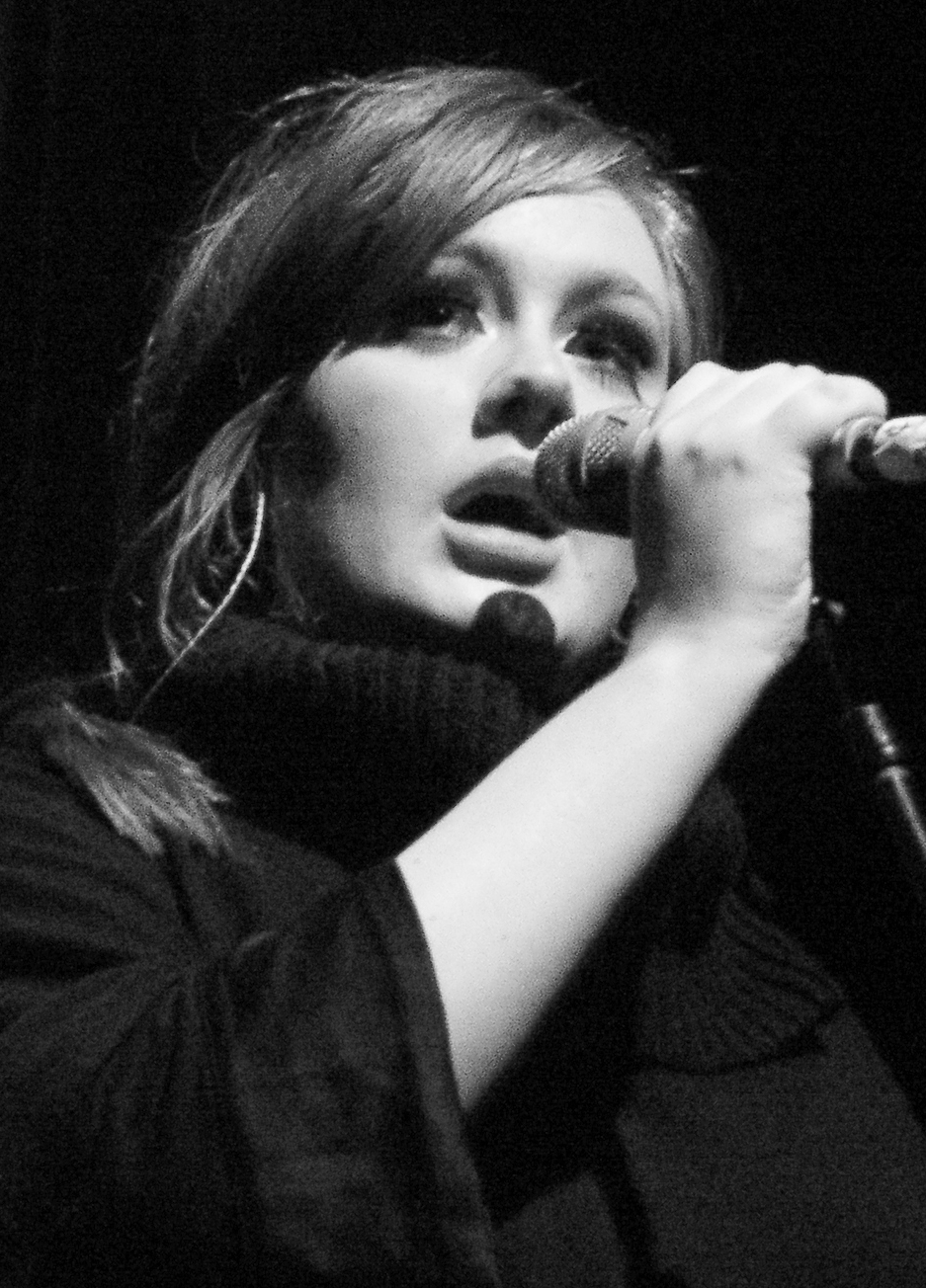
Adele

Adela är ett forntyskt kvinnonamn med betydelsen ädel eller klar, strålande . Det är en kortform av andra kvinnonamn som börjar på Adel-, exempelvis Adelheid. Det äldsta belägget i Sverige är från år 1719. Namnet var som mest populärt i Sverige kring förra sekelskiftet (1900). 
Den franska formen av namnet är Adele (Adèle). Namnet användes första gången år 1804 i Sverige och var som mest populärt under just 1800-talet.
Den 31 december 2017 fanns det totalt 1 351 kvinnor vid namn Adela folkbokförda i Sverige, varav 491 bar det som tilltalsnamn. Motsvarande siffror för Adele/Adèle var 2 414 respektive 778.
Namnsdag i Sverige: Adela 5 september, delas med Heidi, (1901–1992: 5 september, 1993–2000: 23 juni). Adele fanns i almanackan 1986–1992 och delade då namnsdag med Adela. I den finlandssvenska namnsdagslängden har Adele namnsdag 16 december sedan starten 1929, då en egen namnsdagskalender togs i bruk för finlandssvenskar. 1929–1988 var stavningen Adèle, 1989–1994 Adéle och från 1995 Adele.

## Personer med namnet Adela
- Adela av Hamaland, nederländsk vasallgrevinna
- Adela av Normandie, dotter till Vilhelm Erövraren och regent i Blois
- Adela av Meissen, dansk drottning
- Adela Greceanu, rumänsk författare och journalist
- Adelina Patti (född Adela), italiensk operasångerska
- Adela Zamudio, boliviansk författare

## Personer med namnet Adele
- Adèle av Champagne, fransk drottning
- Adele av Flandern, hustru till Knut den helige
- Adèle (Adelheid) av Frankrike, fransk prinsessa
- Adele Laurie Blue Adkins, brittisk sångerska
- Adèle Exarchopoulos, fransk skådespelerska
- Adele Goldberg, amerikansk datavetare och forskare
- Adele Sandrock, tysk skådespelerska
- Adele Zirilli Springsteen, mor till Bruce Springsteen